# 米林杨
米林杨（学名：Populus mainlingensis）是杨柳科杨属的植物，为中国的特有植物。分布于中国大陆的西藏等地，生长于海拔3,000米至3,800米的地区，多生在山坡以及河边。